# (2885) Palva
(2885) Palva (1939 TC) – planetoida z pasa głównego asteroid okrążająca Słońce w ciągu 3,35 lat w średniej odległości 2,24 j.a. Odkryta 7 października 1939 roku.